# Uugla
Uugla – wieś w Estonii, w prowincji Lääne, w gminie Oru. W 2000 roku we wsi mieszkało 35 osób.